# Liste der Kreisstraßen im Landkreis Ansbach
Die Liste der Kreisstraßen im Landkreis Ansbach ist eine Auflistung der Kreisstraßen im bayerischen Landkreis Ansbach mit deren Verlauf.

## Abkürzungen
- AN: Kreisstraße im Landkreis Ansbach
- ANs: Kreisstraße in Ansbach
- FÜ: Kreisstraße im Landkreis Fürth
- K: Kreisstraße in Baden-Württemberg
- NEA: Kreisstraße im Landkreis Neustadt an der Aisch-Bad Windsheim
- RH: Kreisstraße im Landkreis Roth
- St: Staatsstraße in Bayern
- WUG: Kreisstraße im Landkreis Weißenburg-Gunzenhausen

## Liste
Nicht vorhandene bzw. nicht nachgewiesene Kreisstraßen werden in Kursivdruck gekennzeichnet, ebenso Straßen und Straßenabschnitte, die unabhängig vom Grund (Herabstufung zu einer Gemeindestraße oder Höherstufung) keine Kreisstraßen mehr sind.
Der Straßenverlauf wird in der Regel von Nord nach Süd und von West nach Ost angegeben.
| Nr. AN | Verlauf |  |
| ------ | --- |  |
| AN 1   | – Landkreisgrenze – (ANs 1 in Ansbach) – Landkreisgrenze – Oberrammersdorf – AN 14 – AN 12 in Lichtenau |  |
| AN 2   | St 2245 – Oberhegenau – Obersulzbach – Gräfenbuch – |  |
| AN 3   | Jochsberg – Leutershausen – St 2245 – St 2246 – Sachsen – AN 4 – Büchelberg – Atzenhofen – AN 36 in Weinberg |  |
| AN 4   | AN 3 in Sachsen – Erlbach – Erlach – Brunst – AN 34 – Kloster Sulz – Dombühl – AN 35 –St 2419 – Ulrichshausen – Waldhausen – AN 5 – Bottenweiler – AN 27 – Oberampfrach – St 2222 – Schnelldorf – Landesgrenze – (K 2505 im Landkreis Schwäbisch Hall, Baden-Württemberg)                                                                                           |  |
| AN 5   | St 2250 – Dornhausen – Hürbel – Buch am Wald – Hagenau – St 2249 – Gastenfelden – AN 34 – Stilzendorf – Schillingsfürst – St 2246 – Oberwörnitz – Wörnitz – St 2419 – AN 16 – Bösennördlingen – Mühlen – AN 4 – Bottenweiler – Zumhaus – AN 36 – Ungetsheim – Bergnerzell – St 2222 – Reichenbach – St 1066 – Mosbach – Tribur – AN 40 – Larrieden – AN 42          |  |
| AN 6   | St 1022 – Bettenfeld – St 1040 – St 2419 |  |
| AN 7   | (NEA 52 im Landkreis Neustadt an der Aisch-Bad Windsheim) – Landkreisgrenze – Hornau – AN 8 – Windelsbach – St 2250 – Geslau – Schwabsroth – Reinswinden – Oberndorf – Oberbreitenau – St 2249 – Schönbronn – Sengelhof – Neuweiler – Faulenberg – St 2247 – Diebach – St 2419 – Insingen – Landesgrenze – (K 2514 im Landkreis Schwäbisch Hall, Baden-Württemberg) |  |
| AN 8   | AN 32 in Gickelhausen – Ruckertshofen – Adelshofen – St 2416 – Gattenhofen – St 2419 – Steinsfeld – Nordenberg – Linden – Windelsbach – AN 7 – Cadolzhofen – Burghausen –Poppenbach – St 2245 |  |
| AN 9   | AN 17 in Rügland – Haasgang – Neubronn – Neumühle – AN 10 – Grüb – Landkreisgrenze – (ANs 2 in Ansbach) |  |
| AN 10  | Lehrberg – Pulvermühle – Buhlsbach – Kühndorf – St 2255 – Röshof – Schönbronn – Wernsbach – AN 9 – Neumühle – Weihenzell – Papiermühle – Steinmühle – Fessenmühle – Frankendorf – St 2247 – Neubruck – Wustendorf – Adelmannssitz – Wicklesgreuth – St 2412 in Langenloh                                                                                            |  |
| AN 11  | (NEA 31 im Landkreis Neustadt an der Aisch-Bad Windsheim) – Landkreisgrenze – Neudorf – St 2245 – Oberschlauersbach – AN 24 in Dietenhofen |  |
| AN 12  | – Neukirchen – Sachsen bei Ansbach – St 2223 – Lichtenau – AN 1 – Wattenbach – AN 14 – Wöltendorf – Wolframs-Eschenbach – St 2220 – Biederbach – AN 59 |  |
| AN 13  | (jetzt AN 10) in Wicklesgreuth – AN 10 in Wicklesgreuth |  |
| AN 14  | AN 1 in Oberrammersdorf – Unterrottmannsdorf – Gotzenmühle – Erlenmühle – Wattenbach – AN 12 – Fischbach – Rückersdorf – Hammerschmiede – St 2223 – Schlauersbach – Neuendettelsau – AN 19 – St 2410 in Geichsenhof |  |
| AN 15  | (RH 15 im Landkreis Roth) – Landkreisgrenze – Kettersbach – Brunn – AN 28 – Moosbach – St 2220 – Windsbach – St 2220/St 2223 – St 2223 – Gersbach – AN 59 – Landkreisgrenze – (WUG 23 im Landkreis Weißenburg-Gunzenhausen) |  |
| AN 16  | St 2247 in Wettringen – Grüb – Arzbach – AN 27 – Harlang – Bastenau – AN 5 in Wörnitz |  |
| AN 17  | St 2253 in Flachslanden – Kettenhöfstetten – Ruppersdorf – Rügland – St 2255 – AN 9 – Methlach – Adelmannsdorf – Höfen –Warzfelden – AN 26 – St 2246 – Kleinhaslach – Neuhöflein – Ketteldorf – AN 22 – Heilsbronn – Weißenbronn – Wollersdorf – AN 28 – Veitsaurach – Buckenmühle – Landkreisgrenze – (RH 5 im Landkreis Roth)                                     |  |
| AN 18  | Heilsbronn – AN 17 in Heilsbronn |  |
| AN 19  | St 2412 in Petersaurach – Altendettelsau – AN 14 – Neuendettelsau – St 2410 in Reuth |  |
| AN 20  | St 2245 in Bauzenweiler – Auerbach – AN 23 – St 2250 |  |
| AN 21  | (NEA 38 im Landkreis Neustadt an der Aisch-Bad Windsheim) – Landkreisgrenze – Sondernohe – Virnsberg – St 2245 – Neustetten – Flachslanden – St 2253 – AN 17 – Borsbach – Birkenfels – Brünst – St 2255 in Schmalach |  |
| AN 22  | AN 17 in Ketteldorf – Großhaslach – |  |
| AN 23  | AN 20 – Oberramstadt – Mittelramstadt – Winden – Rammersdorf – Froschmühle – St 2246/St 2249 in Leutershausen |  |
| AN 24  | St 2245 in Hainklingen – Obernbibert – Unternbibert – Frickendorf – St 2255 – Andorf – Ebersdorf – Stolzmühle – Leonrod – Dietenhofen – AN 11 – AN 26 – Rothleiten – Lentersdorf – Münchzell – St 2246 – Betzendorf – St 2410 in Bonnhof |  |
| AN 25  | (FÜ 22 im Landkreis Fürth) – Landkreisgrenze – /St 2239 in Müncherlbach |  |
| AN 26  | (FÜ 11 im Landkreis Fürth) – Landkreisgrenze – Seubersdorf – St 2245 – Oberschlauersbach – Dietenhofen – AN 24 – AN 17 – St 2246 in Kleinhaslach |  |
| AN 27  | AN 16 in Arzbach – Steinbach an der Holzecke – Wildenholz – AN 4 |  |
| AN 28  | AN 17 – Bertholdsdorf – AN 15 in Moosbach |  |
| AN 29  | AN 17 in Weißenbronn – Betzmannsdorf – Göddeldorf – Landkreisgrenze – (RH 12 im Landkreis Roth) |  |
| AN 30  | (NEA 31 im Landkreis Neustadt an der Aisch-Bad Windsheim) – Landkreisgrenze – Seemühle – Habelsee – Landkreisgrenze – (NEA 31 im Landkreis Neustadt an der Aisch-Bad Windsheim) |  |
| AN 31  | (NEA 51 im Landkreis Neustadt an der Aisch-Bad Windsheim) – Landkreisgrenze – Großharbach – AN 32 – Neustett – St 2268 in Tauberzell |  |
| AN 32  | AN 31 in Großharbach – Gickelhausen – AN 8 – Oberscheckenbach – St 2419 – Ohrenbach – AN 30 in Habelsee |  |
| AN 33  | St 2250 in Neusitz – Gebsattel – St 2249 – Bockenfeld – St 2247 in Diebach |  |
| AN 34  | AN 5 in Gastenfelden – Traisdorf – Altengreuth – St 2246 – Neureuth – Schwand – Weihersmühle – Hetzweiler – Weißenkirchberg – AN 4 in Brunst |  |
| AN 35  | St 2246/St 2247 in Schillingsfürst – Fischhaus – AN 4 in Dombühl |  |
| AN 36  | AN 5 in Zumhaus – Breitenau – Gehrenberg – Krobshausen – Dorfgütingen – Archshofen – Vehlberg – Weinberg – AN 3 – St 1066 – Gutenmühle – Gindelbach – Westheim – Windshofen – Leuckersdorf – Elbersroth – Sickersdorf – AN 37 – Gräbenwinden – AN 52 in Böckau |  |
| AN 37  | St 1066 – Birkach – AN 36 – Sickersdorf – Schönau – Brünst – St 2248 |  |
| AN 38  | St 2222 in Unterampfrach – Haundorf – St 1066 in Hilpertsweiler |  |
| AN 40  | St 1066 in Hilpertsweiler – Seiderzell – Kühnhardt am Schlegel – AN 5 |  |
| AN 41  | St 2222 in Feuchtwangen – Hainmühle – Krapfenau – Weikersdorf – Dürrwangen – AN 42 – St 2220 – Haslach – Dorfkemmathen – AN 50 – Untermichelbach – St 2218 in Wittelshofen |  |
| AN 42  | (K 2651 im Landkreis Schwäbisch Hall, Baden-Württemberg) – Landesgrenze – Weidelbach – AN 43 – AN 5 – Schopfloch – Lehenbuch – Flinsberg – AN 41 in Dürrwangen |  |
| AN 43  | AN 42 in Weidelbach – Waldeck – St 2218 |  |
| AN 44  | (K 2646 im Landkreis Schwäbisch Hall, Baden-Württemberg) – Landesgrenze – Oberhard – Hardhof – St 2220 in Rain |  |
| AN 45  | St 2218 – St 2220 – Dinkelsbühl – Landesgrenze – (K 3222 im Ostalbkreis, Baden-Württemberg) |  |
| AN 46  | St 2385 in Mönchsroth – Landesgrenze – (K 3211 im Ostalbkreis, Baden-Württemberg) |  |
| AN 47  | St 2385 in Weiltingen – Frankenhofen – Himmerstall – Fürnheim – St 2218 – Röckingen – Lentersheim – St 2248 – Unterschwaningen – St 2221 – St 2219 – Oberschwaningen – Kleinlellenfeld – AN 60 |  |
| AN 48  | Hesselberghaus bei Wassertrüdingen – St 2218 |  |
| AN 49  | St 2221 – Ehingen – AN 51 – St 2218 in Wittelshofen |  |
| AN 50  | St 2220 in Oberkönigshofen – Kaltenkreuth – Beyerberg – St 2248 – AN 51 – Ammelbruch – Langfurth – AN 41 in Dorfkemmathen |  |
| AN 51  | AN 50 in Beyerberg – Grüb – AN 49 |  |
| AN 52  | St 2248 – Zirndorf – Böckau – AN 36 – Aichau – Unterahorn – Thürnhofen – St 2222 – Dentlein am Forst – AN 53 – Kleinohrenbronn – Zinselhof – Großohrenbronn – St 2248 in Burk |  |
| AN 53  | AN 36 in Dentlein am Forst – Erlmühle – Angerhof – St 2220 |  |
| AN 54  | St 2248 in Leibelbach – Lammelbach – Lettenmühle – Reichenau – Sachsbach – St 2222 – Waizendorf – Rohrbach – Königshofen an der Heide – St 2220 – Birkach – St 2221/St 2222 in Röttenbach |  |
| AN 55  | (ANs 3 in Ansbach) – Landkreisgrenze – Rös – Rauenzell – St 2249 – Velden – Thann – Weidendorf – Großenried – St 2220/St 2221 – Mörlach – Oberndorf – St 2411 – Mörsach – Landkreisgrenze – (WUG 24 im Landkreis Weißenburg-Gunzenhausen) |  |
| AN 56  | (ehemalige St 2220) St 2220/St 2221 – St 2220 in Bechhofen |  |
| AN 57  | St 2220/St 2221 – Fröschau – Voggendorf – Wiesethbruck – St 2222 in Arberg |  |
| AN 58  | in Leidendorf – Großbreitenbronn – Waizendorf – St 2220 in Wolframs-Eschenbach |  |
| AN 59  | St 2411 – Ornbau-Nord – Hirschlach – Heglau – Dürrnhof – AN 12 – Selgenstadt – Mitteleschenbach – AN 15 – Winkelhaid – – Landkreisgrenze – (RH 10 im Landkreis Roth) |  |
| AN 60  | St 2221 – Großlellenfeld – AN 47 – Landkreisgrenze – (WUG 25 im Landkreis Weißenburg-Gunzenhausen) |  |
| AN 61  | St 2221 in Unterschwaningen – Obermögersheim – Landkreisgrenze – (WUG 26 im Landkreis Weißenburg-Gunzenhausen) |  |
| AN 64  | St 1066 – Daimler Straße – Mosbacher Weg – Dinkelsbühler Straße – |  |